# Louis Vuitton (imprenditore)
Louis Vuitton (Lavans-sur-Valouse, 4 agosto 1821 – Asnières-sur-Seine, 27 febbraio 1892) è stato un imprenditore francese, fondatore dell’omonima azienda di moda; fu costruttore di bauli accreditato dall'imperatrice Eugenia de Montijo, moglie di Napoleone III.

## Biografia

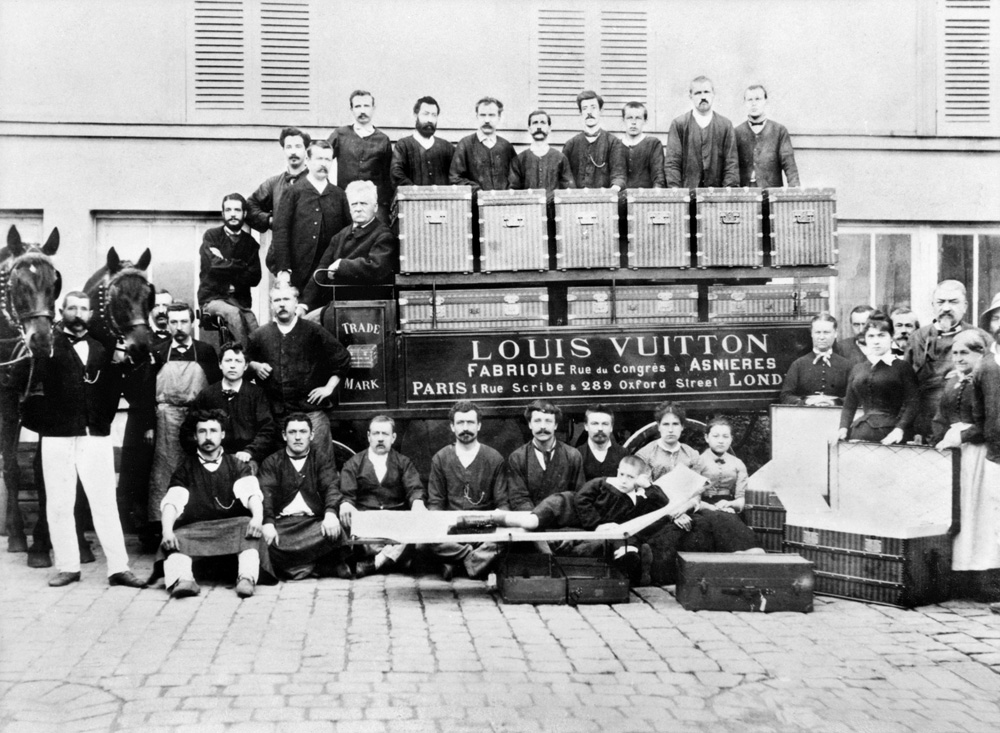
Nel cortile della fabbrica a Asnières, ca. 1888, Louis, Georges, Gaston e Louis Vuitton seduto sulla cassetta della carrozza

Louis Vuitton nacque nel 1821 a Anchay, nel dipartimento del Giura. Il padre, Xavier Vuitton, era un contadino e la madre, Corinne Gaillard, una modista. La madre morì quando lui aveva 10 anni e il padre di lì a poco.
A 13 anni, nella primavera del 1835, lasciò la casa paterna e si diresse a piedi a Parigi. Vagabondò per due anni facendo lavori saltuari e dormendo dove riusciva a trovare riparo, percorrendo centinaia di chilometri a piedi verso Parigi. Vi giunse nel 1837, all'età di 16 anni.
All'arrivo a Parigi trovò disperazione e povertà. La città era stata trasformata dalla rivoluzione industriale. Vuitton iniziò un apprendistato presso un costruttore di bauli e valigie, tal Monsieur Marechal. Nel XIX secolo tale attività era ben considerata e richiesta. Dopo pochi anni divenne noto nella città di Parigi per il suo lavoro presso Marechal.
Nel 1854, a 33 anni, Vuitton sposò la diciassettenne Clemence-Émilie Parriaux. Dopo il matrimonio lasciò il laboratorio di Marechal e aprì il proprio. Quattro anni dopo, nel 1858, introdusse i bauli a forma rettangolare con i bordi arrotondati, che divennero famosi in tutta la Francia.
Dopo la restaurazione del Secondo Impero Francese sotto Napoleone III, Vuitton fu il costruttore personale delle valigie della imperatrice, la contessa Eugenie de Montijo. Da lì ebbe inizio il mito di Louis Vuitton.
Continuò a lavorare sino alla morte, avvenuta all'età di 70 anni il 27 febbraio 1892. Il figlio Georges Vuitton proseguì l'attività paterna. Louis Vuitton è ricordato per le creazioni del marchio, ma quasi mai per il volto o le vicende del fondatore.